# 台湾假糙苏
台湾假糙苏（学名：Paraphlomis formosana）为唇形科假糙苏属下的一个种。其种加词“formosana”意为“台湾的”。